# Tavoletta di cioccolato

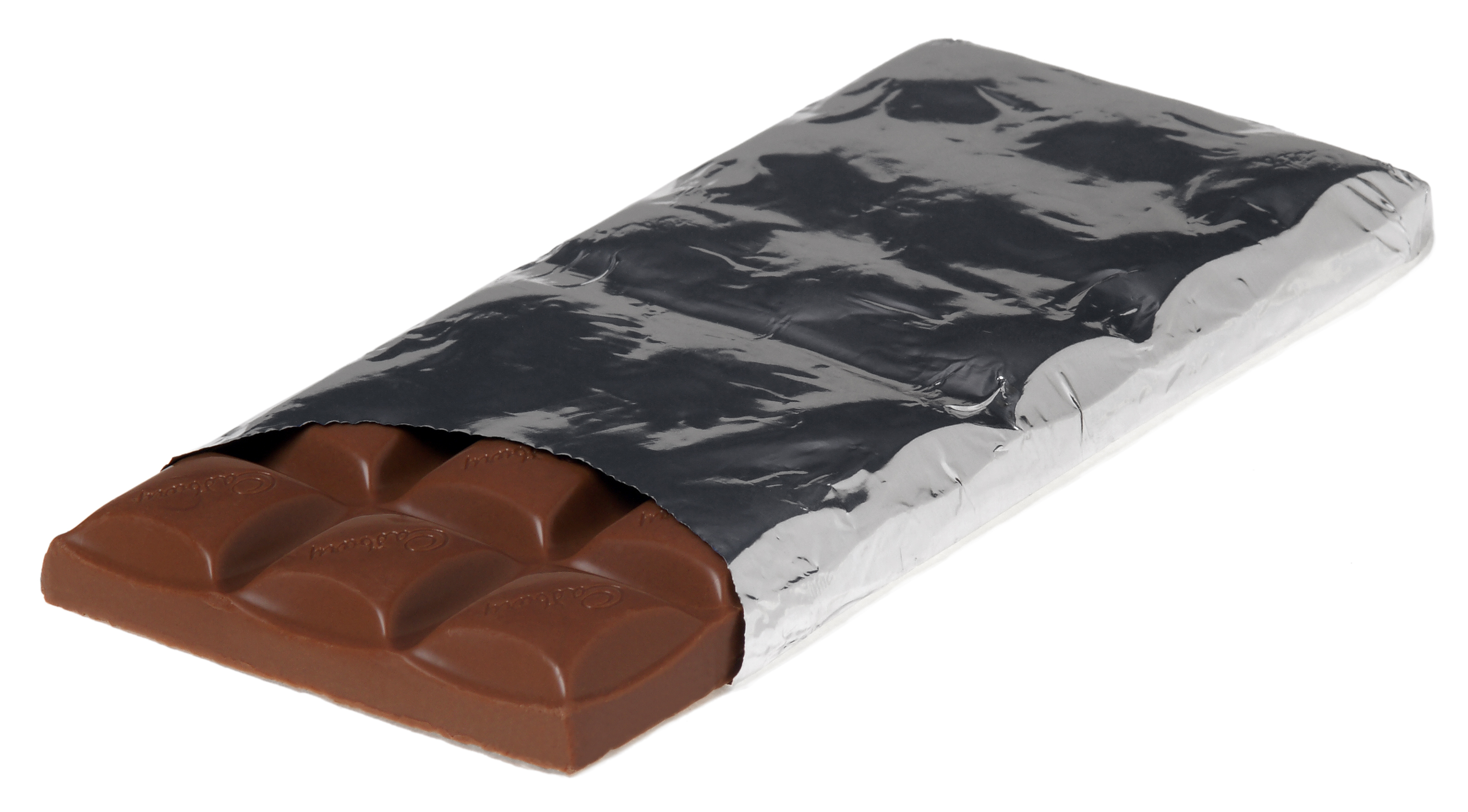
Una tavoletta di cioccolato al latte.

Una tavoletta di cioccolato o barretta di cioccolato è un dolce confezionato che consiste in cioccolato temperato e opportunatamente raffreddato in uno stampo, presentato in un pezzo solido e solitamente avvolto in un foglio di alluminio o carta. Si tratta di un parallelepipedo rettangolare, di dimensioni variabili e dal peso generalmente compreso tra 80 e 200 grammi, formato da un numero variabile di quadrati modellati che ne facilitano la rottura. Come regola universale, questo tipo di dolce al cioccolato viene solitamente presentato in varie varianti, come cioccolato al latte, cioccolato fondente o cioccolato bianco. 
Può contenere strati o miscele che includono noci, uvetta, arachidi, nocciola, cocco, marzapane, creme, caramello, torrone, cialda e biscotti. In tutto il mondo viene venduta un'ampia varietà di marchi di tavolette o barrette di cioccolato, e un esempio popolare è la barretta Snickers, che consiste in torrone mescolato con caramello e arachidi, ricoperto di cioccolato al latte.
La prima tavoletta di cioccolato moderna fu prodotta da Joseph Storrs Fry, un produttore di cioccolato e pasticciere di Bristol, in Inghilterra, nel 1847. Viene prodotta un'ampia selezione di simili snack al cioccolato o integratori alimentari con l'aggiunta di fonti di proteine e vitamine, tra cui barrette energetiche, barrette proteiche e barrette di cereali.

## Storia
Fino al XIX secolo, i dolciumi venivano generalmente venduti in piccoli pezzi da insaccare e acquistare a peso. L'introduzione del cioccolato, come qualcosa che poteva essere mangiato, ha portato alle prime forme delle tavolette. Ad un certo punto, il cioccolatino significò qualsiasi dolce ricoperto di cioccolato e la barretta di cioccolato si è evoluta alla fine del XIX secolo come un modo per confezionare e vendere dolciumi in modo notevolmente più conveniente sia per l'acquirente che per il venditore; tuttavia, l'acquirente doveva pagare l'imballaggio.
Inizialmente il cioccolato era utilizzabile anche come terapia per particolari disturbi dell'umore. Il marchese de Sade scrisse alla moglie in una lettera datata 16 maggio 1779, lamentandosi della qualità dei medicinali che ricevette mentre era in prigione. Tra le richieste che ha fatto per future consegne c'erano dei biscotti che “devono avere il profumo di cioccolato, come se si stesse addentando una tavoletta di cioccolato”. Nel 1828, l'invenzione della pressa per il cacao e del "cacao olandese" di Coenraad Johannes van Houten e altre innovazioni hanno reso il cioccolato adatto alla produzione di massa.
Nel 1847, Joseph Fry scoprì un modo per mescolare gli ingredienti (cacao in polvere, zucchero e cacao) per produrre una pasta con una percentuale maggiore di burro di cacao che potesse essere modellata più facilmente in una solida tavoletta di cioccolato. È generalmente accreditata come la prima tavoletta prodotta in serie. Ispirato da Fry, John Cadbury, fondatore di Cadbury, introdusse il suo marchio delle tavolette di cioccolato nel 1849. Nello stesso anno, le tavolette di cioccolato Fry e Cadbury furono esposte pubblicamente in una fiera a Bingley Hall, Birmingham. L'azienda di cioccolato di Fry, nota come Fry's, a Bristol, in Inghilterra, iniziò a produrre in serie barrette di cioccolato che poi sono diventate molto popolari, e altri prodotti includevano il primo uovo al cioccolato nel Regno Unito nel 1873.
Le vendite delle tavolette sono cresciute rapidamente all'inizio del XX secolo, e, durante la prima guerra mondiale, l'esercito degli Stati Uniti commissionò a un certo numero di produttori di cioccolato americani la produzione di blocchi di cioccolato. Questi furono spediti alle basi dei quartiermastri dell'esercito e distribuiti alle truppe in tutta Europa. Quando i soldati tornarono a casa, le loro richieste di altro cioccolato contribuirono alla crescente popolarità delle tavolette di cioccolato.

## Ingredienti
Una tavoletta di cioccolato contiene alcuni o tutti i seguenti componenti: pasta di cacao, burro di cacao e zucchero. Oltre a questi ingredienti principali una tavoletta di cioccolato può contenere aromi, come la vaniglia, ed emulsionanti, come la lecitina di soia, per alterarne la consistenza. Alcune tavolette di cioccolato contengono grasso di latte aggiunto, per rendere il cioccolato più morbido, poiché il grasso di latte è un grasso più morbido del burro di cacao. La relativa presenza o assenza di questi definisce le sottoclassi di tavolette fatte di cioccolato fondente, cioccolato al latte e cioccolato bianco.

## Cultura popolare
La tavoletta Wonka è stata introdotta come una tavoletta di cioccolato immaginaria che è servita come punto chiave della storia nel romanzo del 1964 La fabbrica di cioccolato di Roald Dahl. Le tavolette Wonka appaiono in entrambi gli adattamenti cinematografici del romanzo, Willy Wonka e la fabbrica di cioccolato (1971) e La fabbrica di cioccolato (2005), e sono state successivamente prodotte e vendute nel mondo reale, precedentemente da The Willy Wonka Candy Company, una divisione di Nestlé.

## Prodotte in serie

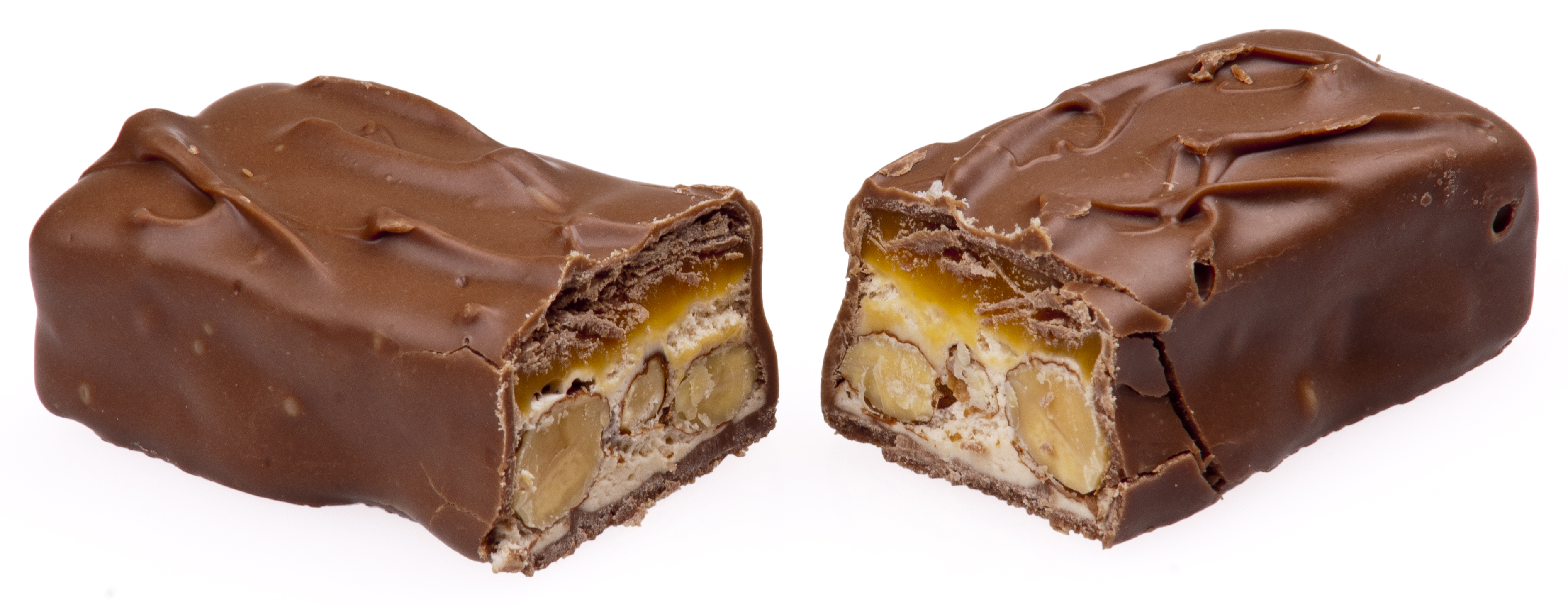
Una barretta Snickers spezzata in due.

Le tavolette e barrette più note e apprezzate provengono dalle più grandi aziende dolciarie del mondo. Il leader di mercato di questi dolci prodotti industrialmente è la Mars, Inc., seguita dalla Ferrero e dalla Nestlé. Altre aziende che le producono sono la Novi e la Milka. Tra le tavolette e barrette di cioccolato prodotte in serie:
- Baby Ruth
- Bounty
- Butterfinger
- Duplo
- Galak
- Hershey Bar
- Kinder Bueno
- Kinder Cereali
- Kinder Cioccolato
- Kinder Pinguì
- Kit Kat
- Lion
- Mars
- Snickers
- Toblerone
- Twix